# Amphiura antarctica
Amphiura antarctica är en ormstjärneart som beskrevs av Studer 1876. Amphiura antarctica ingår i släktet Amphiura och familjen trådormstjärnor. Inga underarter finns listade i Catalogue of Life.